# Armée de terre
Francuskie wojska lądowe (fr. Armée de terre) – największa część francuskich sił zbrojnych. Stan personelu wynosi około 115 000 osób.

## Skład

### Jednostki na terenieFrancjiiNiemiec

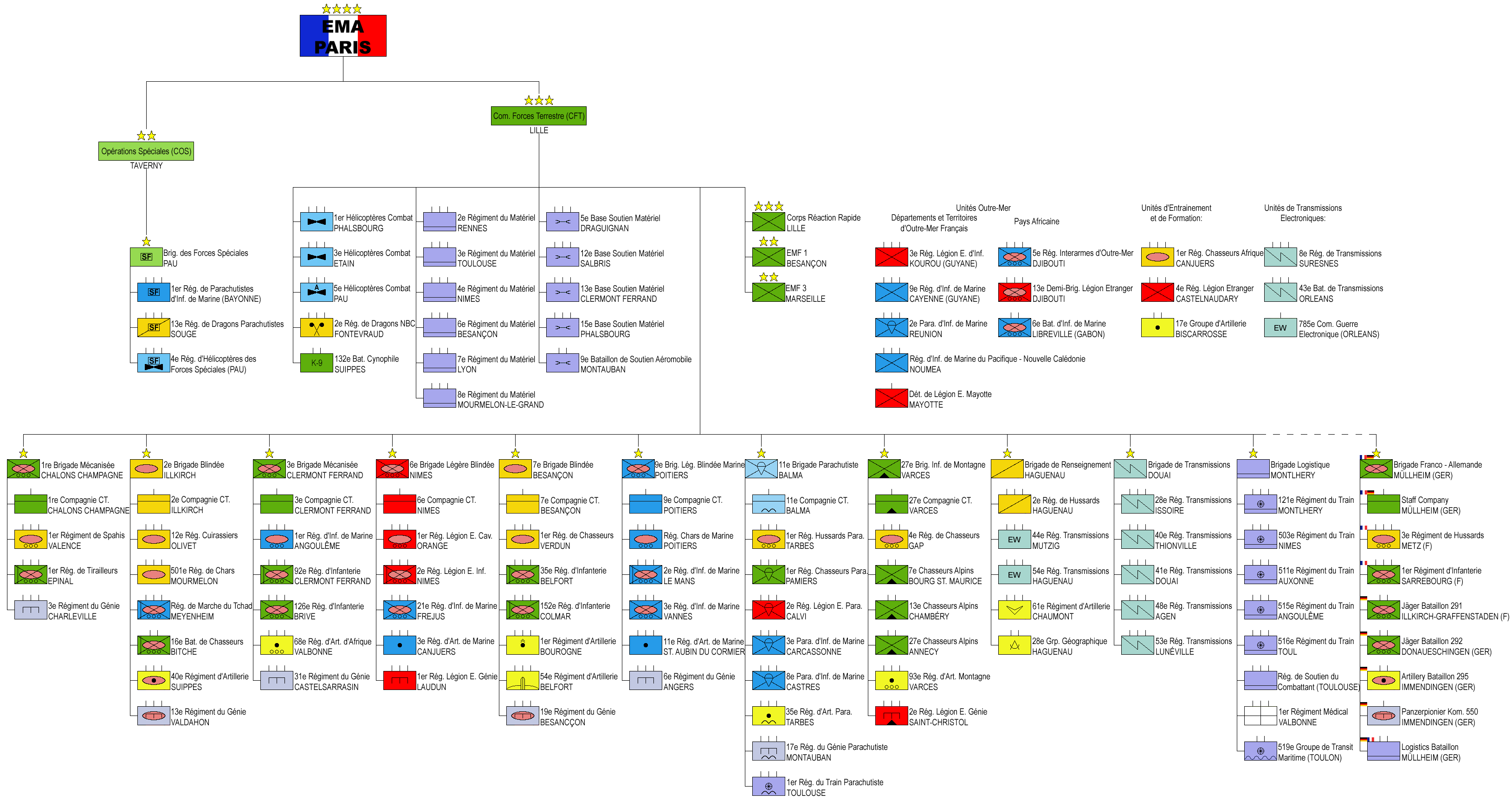
Struktura organizacyjna francuskich wojsk lądowych po reformie armii w 1999 roku

- Dowództwo Wojsk Lądowych Francji w Lille (Commandement des forces terrestres, CFT)
- Dowództwo Operacji Specjalnych w Taverny (Commandement des opérations spéciales, COS)
- 1 Brygada Zmechanizowana w Châlons-en-Champagne (1re brigade mécanisée, 1 BM)
- 2 Brygada Pancerna w Orleanie (2e brigade blindée,  2 BB)
- 3 Brygada Zmechanizowana w Limoges (3e brigade mécanisée, 3 BM)
- 4 Brygada Śmigłowców Bojowych Essey-lès-Nancy (4e brigade aéromobile, 4 BAM)
- 6 Lekka Brygada Pancerna w Nîmes (6e brigade légère blindée, 6 BLB)
- 7 Brygada Pancerna w Besançon (7e brigade blindée, 7 BB)
- 9 Lekka Brygada Pancerna Marynarki w Nantes (9e brigade légère blindée de marine, 9 BLBM)
- 11 Brygada Powietrznodesantowa w Balma (11e brigade parachutiste, 11 BP)
- 27 Górska Brygada Piechoty w Grenoble (27e brigade d’infanterie de montagne, 27 BIM)
- Brygada Łączności i Wspierania Dowodzenia w Lunéville (Brigade de transmissions et d’appui au commandement, BTAC)
- Brygada Wywiadu w Montigny-lès-Metz (Brigade de renseignement, BR)
- Brygada Artylerii w Haguenau (Brigade d’artillerie, BART)
- Brygada Inżynieryjna w Strasburgu (Brigade du génie)
- Brygada Sił Specjalnych w Pau (Brigade des forces spéciales terre, BFST)
- 1 Brygada Logistyczna w Montlhéry (1re brigade logistique)
- (Service de maintenance industrielle terrestre) w Satory
- Brygada Francusko-Niemiecka w Müllheim im Markgräflerland (Brigade franco-allemande, BFA)

### Jednostki na terytoriach zamorskich
- Siły francuskie w Dżibuti (Forces françaises de Djibouti, FFDJ)
- Siły francuskie w Libreville, w Gabonie (Forces françaises du Gabon, FFG)
- Siły francuskie w Dakarze, na terenie Zielonego Przylądka (Forces françaises du Cap-Vert, FFCV)
- Siły francuskie w Abidżanie, w Wybrzeżu Kości Słoniowej (Forces françaises de Côte d’Ivoire, FFCI)
- Francuskie Siły Zbrojne w Kourou i Kajennie, w Gujanie (Forces armées de Guyane, FAG)
- Francuskie Siły Zbrojne na Martynice i Gwadelupie, na Antylach (Forces armées, des Antilles FAA)
- Francuskie Siły Zbrojne Obszaru Południowego i Oceanu Indyjskiego na Majotta i w Saint-Pierre, na Reunion (Forces armées du sud de la zone océan Indien, FASZOI)
- Francuskie Siły Zbrojne w Numea, w Nowej Kaledonii (Forces armées de Nouvelle-Calédonie, FANC)
- Francuskie Siły Zbrojne w Papeete, w Polinezji Francuskiej (Forces armées de Polynésie française, FAPF)

### Inne jednostki
- Jednostki szkoleniowe Francuskich Wojsk Lądowych
  - (1er régiment de chasseurs d’Afrique 1 RCA) w Draguignan
  - 4 Pułk Cudzoziemski w Castelnaudary (4e régiment étranger, 4 RE)
  - (17e groupe d’artillerie, 17 GA) w Biscarrosse
  - (132e bataillon cynophile de l’armée de terre, 132 BCAT) w Suippes
- Jednostki Łączności Elektronicznej Francuskich Wojsk Lądowych

- Jednostki Techniczne Francuskich Wojsk Lądowych
- Jednostki Wsparcia Francuskich Wojsk Lądowych
- Jednostki Samodzielne Francuskich Wojsk Lądowych

Uzbrojenie
- czołg podstawowy
  - trzeciej generacji Leclerc – 220 szt.
  - czwartej generacji Leclerc XLR – 15 (docelowo 200 szt.)
- ERC-90 – 80
- AMX-10RC – 250
- VAB – 2661
- VBCI – 629
- EBRC Jaguar – 0 (do 2025 roku ma być na stanie 150)
- VBMR Leger 0 (do 2025 roku ma być na stanie 489)
- VBMR Griffon(inne języki) 3 (do 2025 roku ma być na stanie 936)
- VBL – 1394 (aktualnie modernizowane)
- MLRS – 13
- 155 mm TRF 1 – 32
- 155 mm AMX AUF-1 – 32
- 155 mm CAESAR – 77
- Aérospatiale SA 341/342 Gazelle – 94
- Eurocopter Tiger – 70
- Eurocopter H225M Caracal – 8
- Aérospatiale SA 330 Puma – 52
- Eurocopter EC725 Super Cougar – 26 (obecnie modernizowany)
- NH Industries NH90 TTH – 34

## Wojska Francuskie biorące udział w misjach zagranicznych
- Wysunięte Wojska Obrony Terytorium (fr. les forces de souveraineté, siły obronne) nieprzerwanie stacjonujące na francuskich terytoriach zależnych
- Wysunięte Wojska Stałej Obecności Za Granicą (fr. les forces de présences, siły stałej obecności) operujące w wybranych państwach na mocy umów bilateralnych[1]

## Galeria

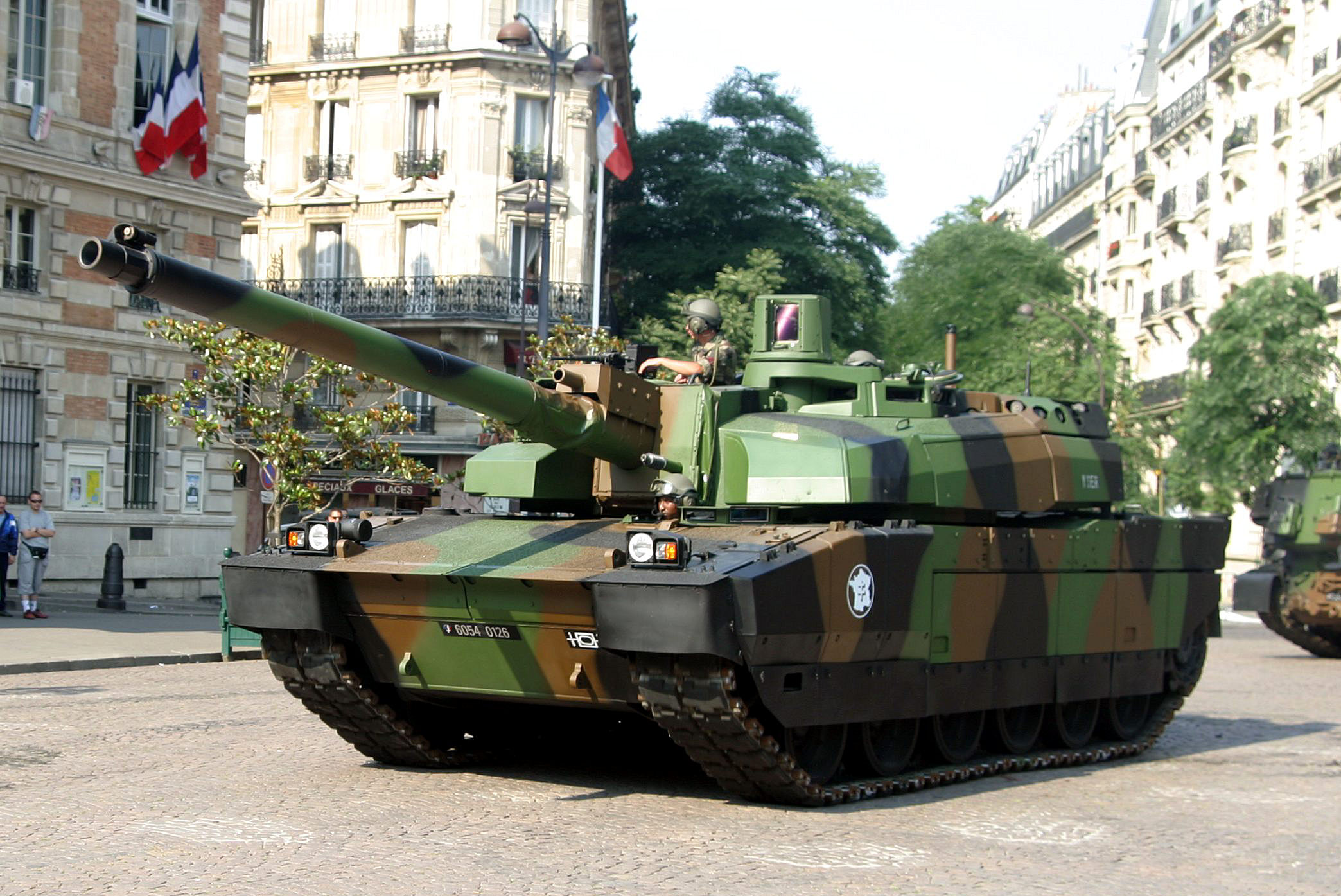
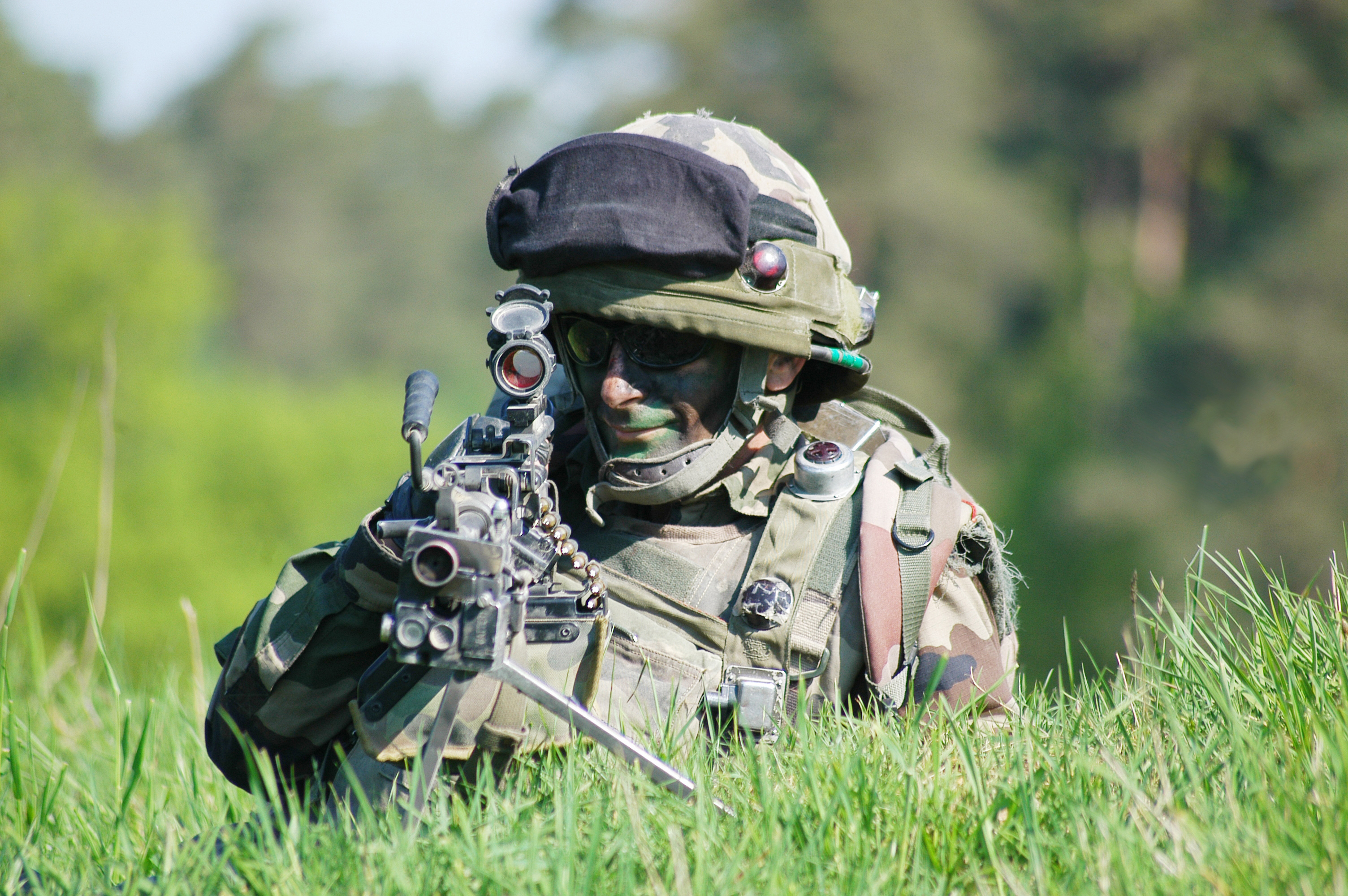
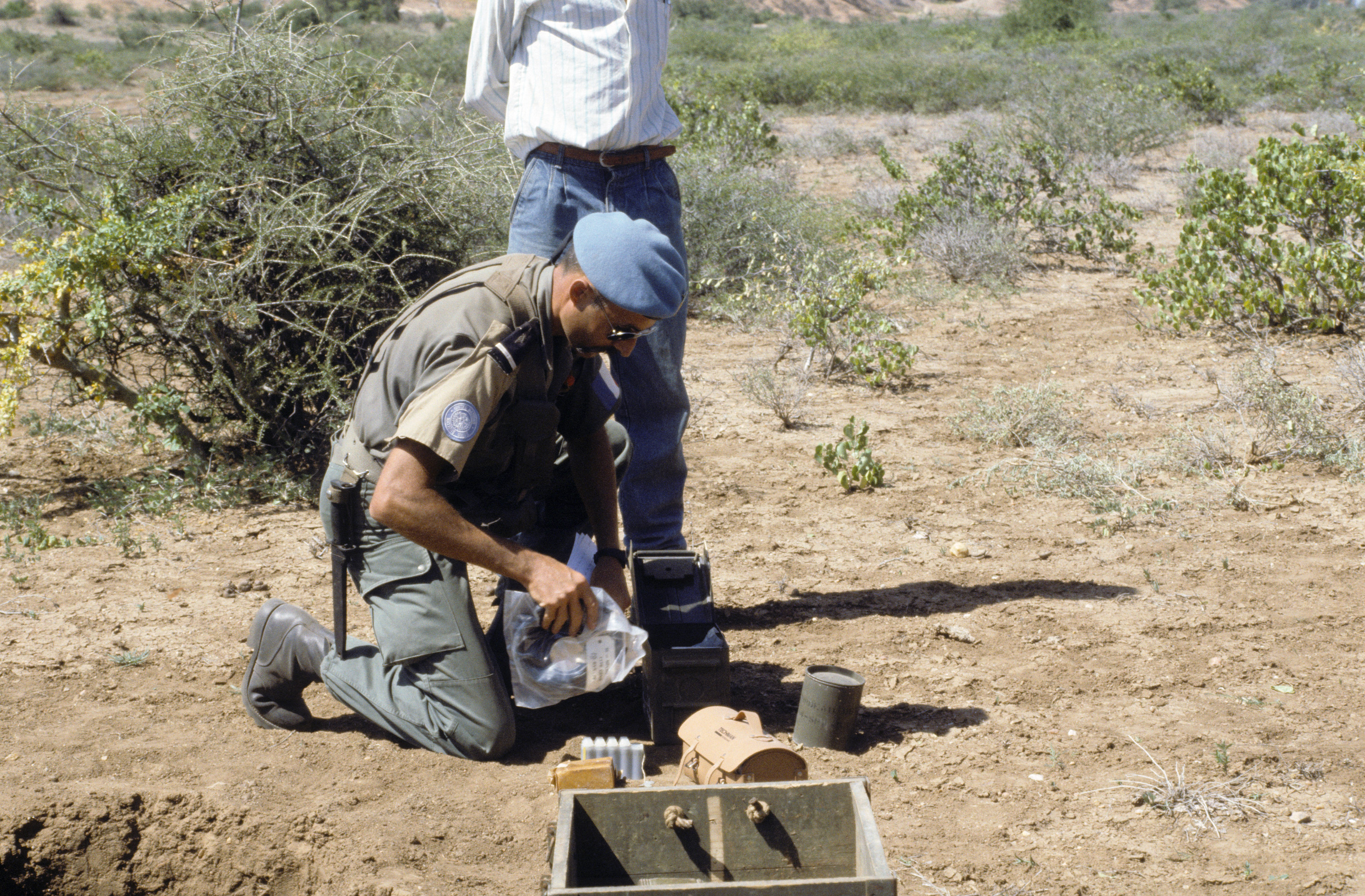
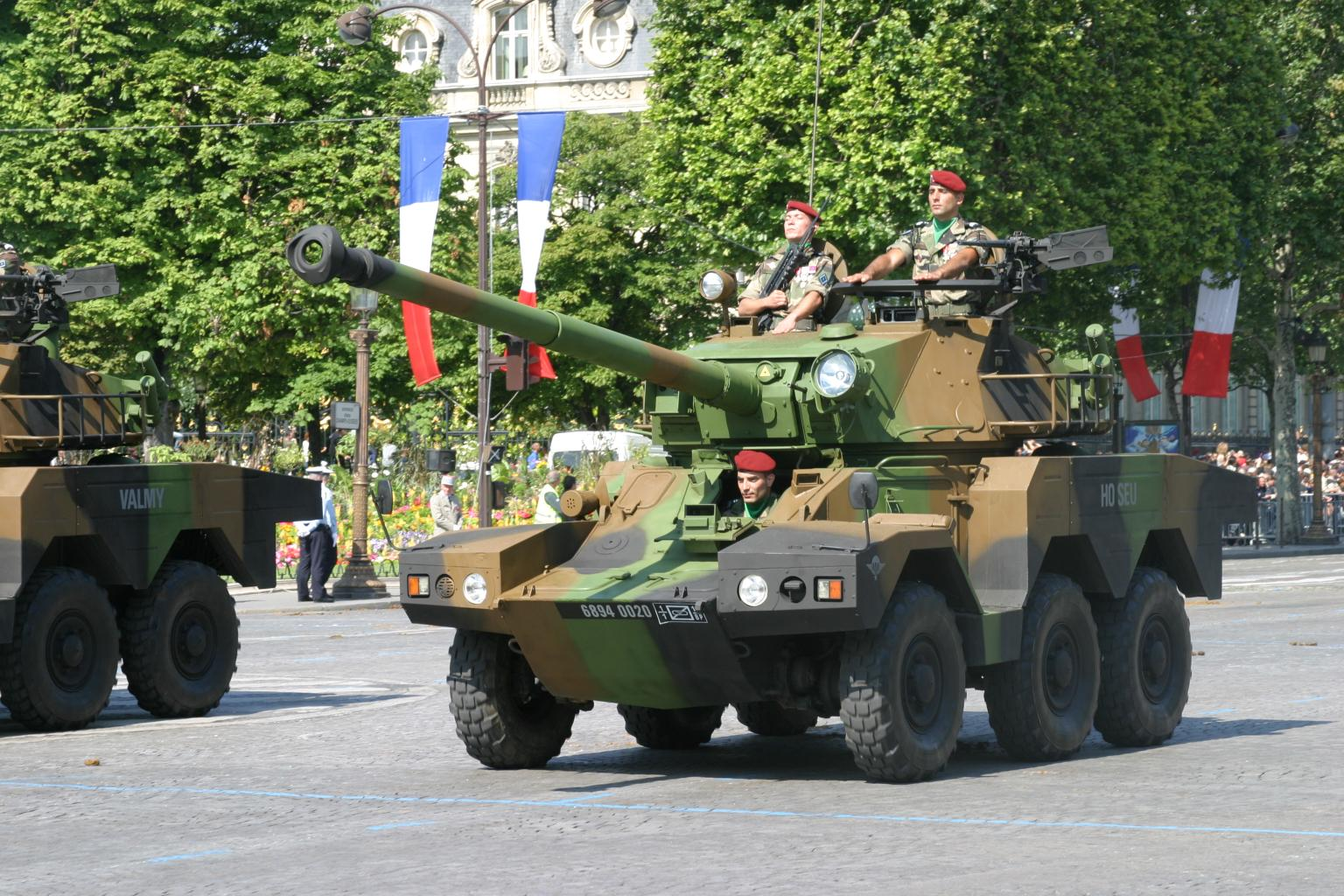
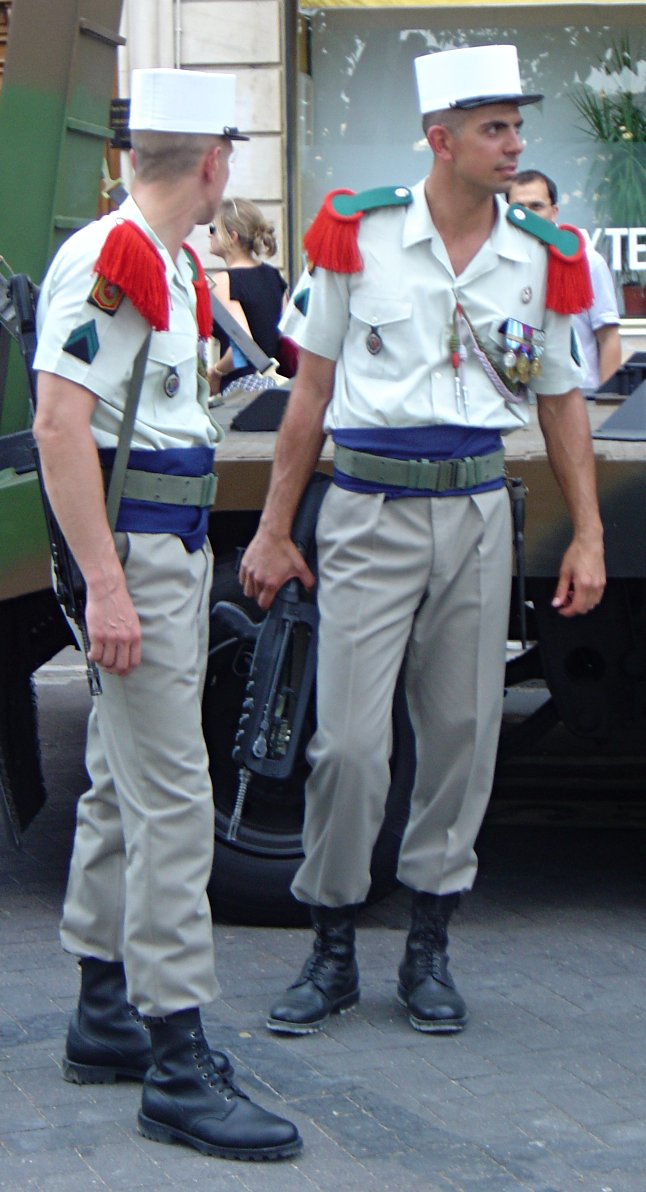
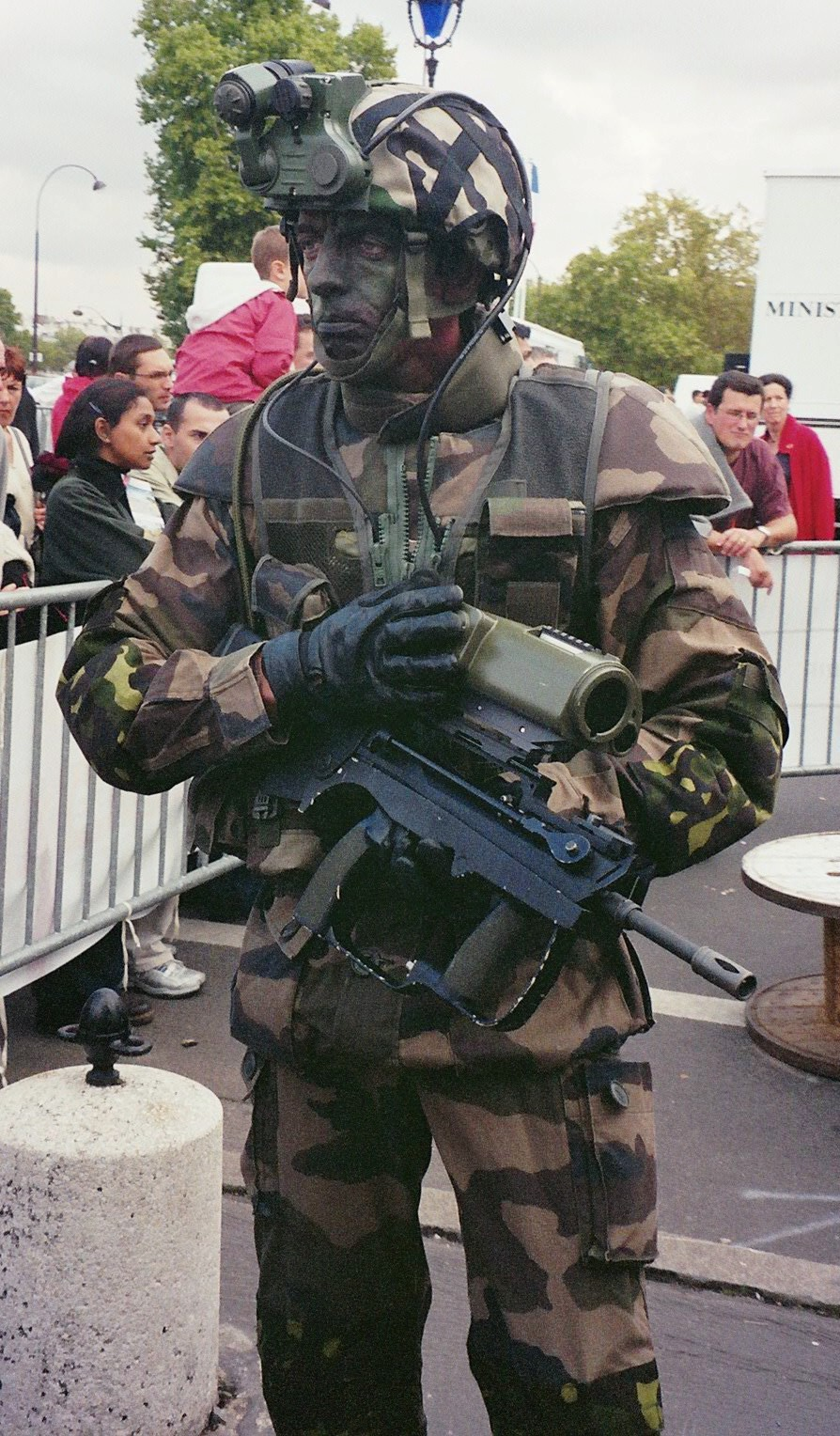
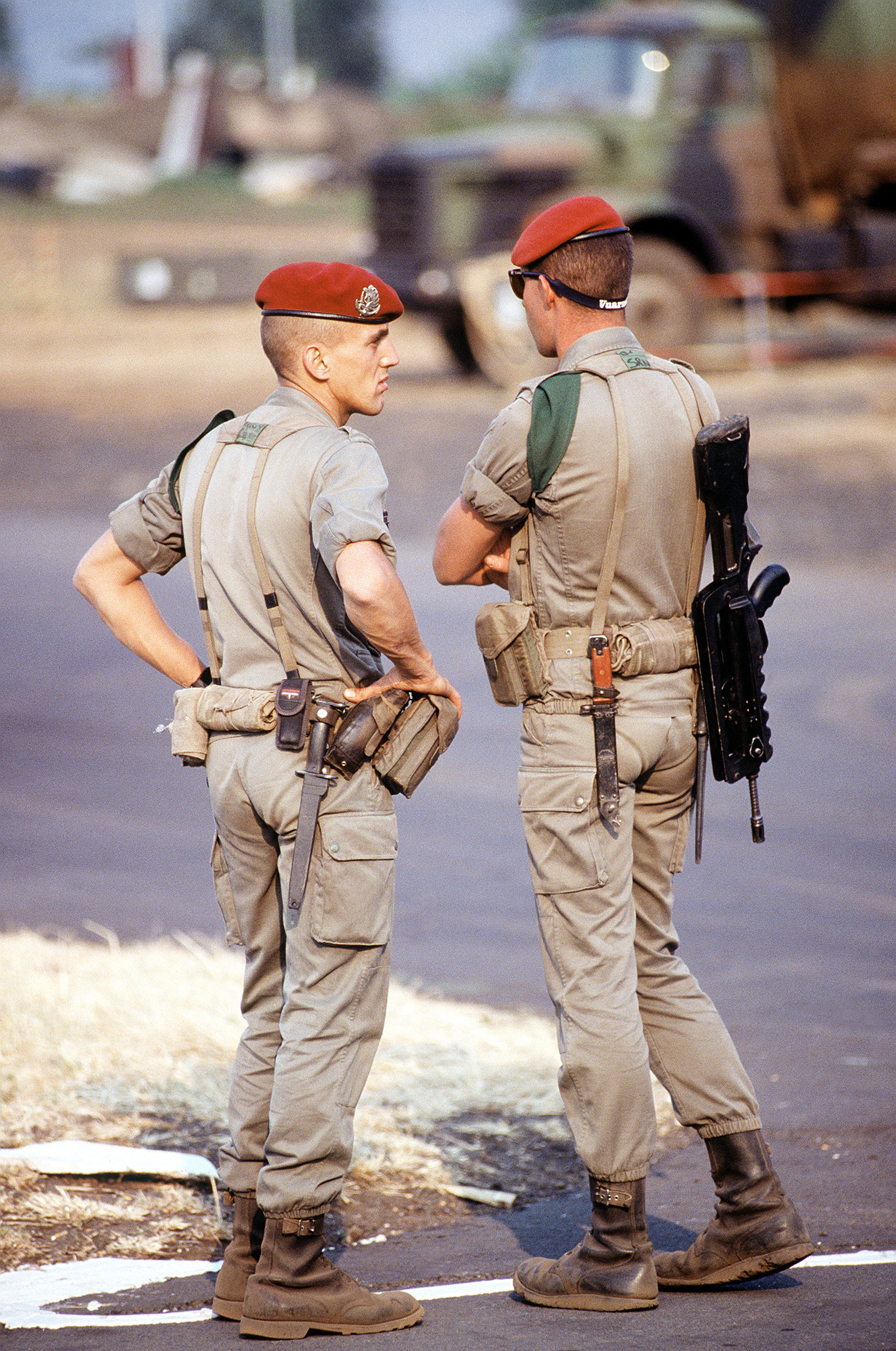